# 존재 기호
술어 논리에서, 존재 기호(영어: existential quantifier)는 주어진 술어를 만족시키는 객체가 논의 영역에 적어도 하나 존재함을 나타내는 한정 기호이다. 전칭 기호와 함께 술어 논리의 주요한 한정 기호의 하나이다.
존재 기호를 사용한 한정을 존재 한정(영어: existential quantification)이라고 한다.